# Myonia umbrifera
Myonia umbrifera är en fjärilsart som beskrevs av Francis Walker 1854.
Myonia umbrifera ingår i släktet Myonia och familjen tandspinnare. Inga underarter finns listade i Catalogue of Life.